# Apomecyna parumpunctata
Apomecyna parumpunctata är en skalbaggsart som beskrevs av Louis Alexandre Auguste Chevrolat 1856. Apomecyna parumpunctata ingår i släktet Apomecyna och familjen långhorningar.
Artens utbredningsområde är:
- Angola.
- Gabon.
- Nigeria.
- Rwanda.
- Senegal.
- Sierra Leone.
- Togo.

Inga underarter finns listade i Catalogue of Life.